# Psoralis
Psoralis là một chi bướm ngày thuộc họ Bướm nâu.